# Вэй Вэй (баскетболистка)
Вэй Вэй (кит. упр. 魏伟; родилась 6 октября 1989 года, Шаньси, КНР) — китайская баскетболистка, центровая клуба «Шаньси Син Жуй Флэйм» и национальной команды Китая.

## Ранние годы
Вэй Вэй родилась в спортивной семье - её отец играл в баскетбол, выступал на позиции защитника. Его рост - 196 см. Рост матери - 182 см, она также играла в баскетбол на провинциальном уровне. Рост Вэй Вэй уже в четвёртом классе средней школы достигал 185 см. В 2000 году в возрасте 11 лет она перешла в спортивную школу Гуандуна. С этого периода она начинает систематически заниматься баскетболом.

## Карьера
В 2004 году в возрасте 15 лет Вэй Вэй уезжает в женскую китайскую баскетбольную ассоциацию и становится самым молодым игроком лиги. В лиге её называли «самой высокой центровой Азии».。

### Клубная
С 2005 года выступала за «Гуандун Долфинс», с 2014 года — за «Шаньси Син Жуй Флэйм».

### Международная
В октябре 2001 года она попала к тренеру молодёжной сборной Чжан Цинмин. С 2007 года выступает за национальную сборную Китая, принимала участие в матчах летней Олимпиады 2012 года в Лондоне.

## Достижения
Китай
- Серебряный призёр чемпионата Азии по баскетболу : 2007
- Чемпион Азии по баскетболу : 2011